# Jan Onder
Jan Onder (* 4. srpna 1985 Loket) je český tanečník a pedagog. Na stanici Déčko veřejnoprávní České televize uvádí pořad Taneční hrátky s Honzou Onderem.

## Životopis
Vystudoval Pedagogickou fakultu Univerzity Jana Evangelisty Purkyně v Ústí nad Labem. Je vedoucím sokolovského klubu sportovního tance a ve městě vede též kurzy pro začínající mládež a dospělé.
Partnerský vztah udržoval s profesionální tanečnicí Lucií Hunčárovou, s níž vystupoval na oficiálních soutěžích. Oba se v roce 2013 zúčastnili 6. řady StarDance …když hvězdy tančí, soutěže České televize. Jeho taneční partnerkou se stala modelka Taťána Kuchařová. Hunčárová vytvořila taneční pár s hercem Pavlem Řezníčkem. Onder se stal dvojnásobným vítězem StarDance, poprvé v roce 2008, kdy byla jeho partnerkou herečka Dana Batulková, a podruhé o dva roky později ve dvojici s bývalou atletkou Kateřinou Baďurovou. V roce 2013 skončil se svojí partnerkou Taťánou Kuchařovou druhý, když jej ve finále pokořila dvojice Anna Polívková a Michal Kurtiš.